# الخلية السدوية في العقدة اللمفية
الخلايا السدوية في العقدة اللمفية هي خلايا ضرورية لوظيفة وبنية العقدة اللمفية، وتشمل وظائفها تشكيل سقالة داخلية لدعم الخلايا المكونة للدم، وإطلاق جزيئات صغيرة ناقلة للإشارة تسهل التفاعل بين الخلايا المكونة للدم، وتسهيل هجرة الخلايا المكونة للدم، وتقديم المستضدات للخلايا المناعية عند بدء الاستجابة المناعية المكتسبة، والمحافظة على استتباب عدد الخلايا اللمفية. تنشأ الخلايا السدوية من الخلايا الجذعية الميزنشيمية متعددة القدرات.

## البنية
تُغطى العقدة اللمفية بمحفظة ليفية خارجية، تنشأ منها أغشية حزمية رقيقة تدعى الترابيق تخترق العقدة اللمفية وتقسمها جزئيًا. تحت المحفظة الخارجية وعلى طول الترابيق، توجد الجيوب جانب الترابيق والجيوب تحت المحفظة. تشكل الجيوب أجوافًا تحتوي البالعات الكبيرة (وهي خلايا متخصصة تساعد على الحفاظ على السدى خارج الخلوي).
توجد منطقتان في داخل العقدة اللمفية: القشرة واللب. في القشرة، ينتظم النسيج اللمفاوي في عُقيدات. في العقيدات، توجد اللمفاويات التائية في منطقة الخلايا التائية. توجد الخلايا اللمفاوية البائية في جريب الخلايا البائية. ينضج جريب الخلايا البائية الأولي في مراكز إنتاشية. توجد الخلايا المكونة للدم في اللب (التي تسهم في تشكيل الدم) والخلايا السدوية.
توجد سرة العقدة اللمفية قرب اللب. وهو المكان الذي تدخل من خلاله الأوعية الدموية وتخرج، وتصدر منه أيضًا الأوعية اللمفية. تدخل الأوعية اللمفية إلى العقدة من خلال المحيط (السطح الخارجي).

## الوظيفة
تعرف العقد اللمفية مع الطحال ولطاخات باير باسم الأعضاء اللمفاوية الثانوية. توجد العقد اللمفية بين القنوات اللمفية والأوعية الدموية. تجلب الأوعية اللمفية الواردة السائل اللمفي من النسيج المحيطي إلى العقدة اللمفية. يتكون النسيج الموجود في العقدة اللمفية من الخلايا المناعية (95%)، ومنها اللمفاويات، والخلايا السدوية (1-5%). يبدأ تكوين العقد اللمفية في الدم والجهاز اللمفي. تكون التفاعلات بين الخلايا السدوية والخلايا المكونة للدم في العقد اللمفية ضرورية من أجل تطور العقد اللمفية. تنظم الخلايا البطانية والخلايا المحرضة للنسيج اللمفاوي والخلايا السدوية الميزنشيمية المنظِمة تشكيل العقدة اللمفية.
تهاجر الخلايا اللمفاوية الساذجة، أي التي لم تتعرف بعد على أي مستضد من نقي العظم أو الغدة التيموسية حيث تنشأ من خلية أرومية لمفاوية إلى العقد اللمفية حيث تنضج.
الدور الأساسي للخلية السدوية بنيوي فهي تشكل سقالة للخلايا المكونة للدم وتسهل حركة هذه الخلايا على طولها. أنظمة الإشارة الجزيئية (الكيموكينات) التي توزع اللمفاويات في المناطق المناسبة ضمن العقدة اللمفية (تجمعات الخلايا البائية والتائية) تنشأ أيضًا من الخلايا السدوية. تمتلك اللمفاويات مستقبلات خاصة لهذه الكيموكينات. على سبيل المثال، تعبّر اللمفاويات التائية الساذجة عن المستقبل سي سي آر 7 الذي يرتبط بالكيموكين سي سي إل 21. وتعبّر اللمفاويات البائية عن المستقبلات سي إكس سي آر 5 التي ترتبط بالكيموكين سي إكس سي إل 13.
يحتوي سائل اللمف القادم من الأنسجة المحيطية على مستضدات ذوابة تصل إلى العقدة اللمفية من خلال الأوعية اللمفية الواردة. تحدث الاستجابة المناعية المكتسبة في العقدة اللمفاوية ردًا على وجود مستضدات في العقدة اللمفية. تتجمع الخلايا المقدمة للمستضد قرب الوُريدات كثيفة البطانة لمعالجة المستضدات الذوابة. توجد المستضدات أيضًا على سطح الخلايا المتغصنة.
عند وجود حالة التهابية، تزيد الخلايا البطانية اللمفية من جزيئات الالتصاق السطحية، وتعبر الخلايا المتغصنة عن مستقبل سي سي آر 7 السطحي. يتفاعل هذا المستقبل مع الكيموكين سي سي إل 21، الذي تنتجه الخلايا الشبكية الأرومية الليفية. بسبب هذا التفاعل، تنتقل الخلايا المتغصنة إلى منطقة الخلايا التائية أو جريب الخلايا البائية على طول شبكة الخلايا الشبكية الأرومية الليفية. تعبر الخلايا المتغصنة عن مستقبلات ليكتين من النمط سي، التي ترتبط بالمستقبل جي بّي 38 على سطح الخلية البطانية اللمفية.
بعد تفعيل اللمفاويات لتصبح خلايا مناعية فاعلة، تخرج من العقدة اللمفية عبر الأوعية اللمفاوية الصادرة. تعوض الخلايا الصادرة بأعدادها عن الخلايا اللمفاوية المحيطية التي أزيلت. تغادر اللمفاويات البائية والتائية العقدة اللمفية اعتمادًا على تغيرات في تركيز سفينغوزين 1 فوسفات. تكون تراكيزه في العقدة اللمفية أقل من تركيزه في الدم بفضل إنزيم حال له. ما يعني أن اللمفاويات تغادر العقدة اللمفية بسبب تغيرات في مدروج الكيموكينات.